# Ferruccio Bedendo
Ferruccio Bedendo (Rovigo, 12 agosto 1906 – ...) è stato un calciatore italiano, di ruolo difensore.

## Carriera
Inizia la carriera nella sua città natale Rovigo che nel 1927 muoveva i primi passi nel mondo del calcio ufficiale, dalla Terza Divisione in due stagioni è salito in Prima Divisione e poi vi ha disputato due stagioni di Prima Divisione.
Poi passa in Prima Divisione con il Catania, vince con gli etnei il campionato di Prima Divisione 1933-1934 e debutta in Serie B nella stagione 1934-1935; in tre campionati cadetti disputati con la maglia rossoazzurra colleziona 83 presenze segnando 4 reti.
Nel 1937 passa al Palermo, dove disputa altri due campionati di Serie B per un totale di 56 presenze; milita poi nel Vicenza, fino al 1940.

## Palmarès

### Club

#### Competizioni nazionali
- Prima Divisione: 1

Catania: 1933-1934

#### Competizioni regionali
- Seconda Divisione: 1

Rovigo: 1928-1929